# Liechtensteiner Cup 2019/20
Der Liechtensteiner Cup 2019/20 (offiziell: Aktiv-Cup) war die 75. Austragung des Fussballpokalwettbewerbs der Herren in Liechtenstein. Der Wettbewerb startete am 20. August 2019 mit dem Spiel FC Vaduz III gegen FC Triesen I (0:6). Der Final war für den 6. Mai 2020 geplant. Am 11. Mai 2020 wurde der Wettbewerb aufgrund der Covid-19-Pandemie abgebrochen. Ein Sieger wurde nicht ermittelt. Als Teilnehmer an der Qualifikation zur Europa League nominierte der LFV den Titelverteidiger und Rekordpokalsieger FC Vaduz. Vaduz war auch die einzige Mannschaft, die sich vor dem Abbruch für das Final qualifizieren konnte.

## Modus
Sämtliche Liechtensteiner Mannschaften, die am Schweizer Ligensystem teilnehmen, sind auch für den Liechtensteiner Cup gemeldet. Das heisst, dass auch Zweit- und Drittmannschaften mitspielen. Dabei gibt es bei der Auslosung der Begegnungen keine Einschränkungen, sodass auch Mannschaften desselben Vereins einander zugelost werden können. Die vier höchstklassierten Liechtensteiner Teams steigen erst im Viertelfinal ein.
Der Liechtensteiner Cup wird im K.-o.-System ausgetragen. Die Spiele fanden an folgenden Daten statt:
- 1. Vorrunde (20./28. August 2019): 6 Teams, die Sieger sind für die 2. Vorrunde qualifiziert.
- 2. Vorrunde (17./18. September 2019): 8 Teams, die Sieger sind für die Viertelfinals qualifiziert.
- Viertelfinals (23./29./30. Oktober 2019): 8 Teams, die Sieger sind für die Halbfinals qualifiziert.
- Halbfinals (11. März 2020): 4 Teams, der Wettbewerb wurde nach dem ersten Halbfinalspiel abgebrochen.
- Final (abgesagt)

## Teilnehmende Mannschaften
Folgende 15 Mannschaften waren für den Wettbewerb gemeldet.
| Challenge League (II) | 1. Liga (IV)                 | 2. Liga (VI) | 3. Liga (VII)                                  | 4. Liga (VIII)                                                            | 5. Liga (IX)                                |
| --------------------- | ---------------------------- | ------------ | ---------------------------------------------- | ------------------------------------------------------------------------- | ------------------------------------------- |
| FC Vaduz              | USV Eschen-Mauren FC Balzers | FC Ruggell   | FC Triesen FC Triesenberg USV Eschen-Mauren II | FC Balzers II FC Ruggell II FC Schaan FC Triesen II USV Eschen-Mauren III | FC Schaan II FC Triesenberg II FC Vaduz III |

## 1. Vorrunde
Die 1. Vorrunde fand am 21., 22. und 28. August 2018 statt. Nebst den vier höchstklassierten Liechtensteiner Teams (FC Vaduz, USV Eschen-Mauren, FC Balzers, FC Ruggell) hatten der FC Triesenberg, USV Eschen-Mauren II, FC Ruggell II, FC Schaan und der USV Eschen-Mauren III für diese Runde ein Freilos.
| Datum      |                   | Ergebnis |               |
| ---------- | ----------------- | -------- | ------------- |
| 20.08.2019 | FC Vaduz III      | 0:6      | FC Triesen    |
| 28.08.2019 | FC Triesenberg II | 3:4      | FC Schaan II  |
| 28.08.2019 | FC Triesen II     | 0:1      | FC Balzers II |

## 2. Vorrunde
Die vier Partien der 2. Vorrunde fanden am 17. und 18. September 2019 statt. Zu den drei siegreichen Mannschaften der 1. Vorrunde stiessen in dieser Runde der FC Triesenberg, USV Eschen-Mauren II, FC Ruggell II, FC Schaan und der USV Eschen-Mauren III dazu. Die vier höchstklassierten Liechtensteiner Teams (FC Vaduz, USV Eschen-Mauren, FC Balzers, FC Ruggell) hatten für diese Runde ein Freilos.
| Datum      |                       | Ergebnis        |                      |
| ---------- | --------------------- | --------------- | -------------------- |
| 17.09.2019 | FC Schaan II          | 3:3 (7:6 n. E.) | FC Ruggell II        |
| 17.09.2019 | FC Schaan             | 5:3 n. V.       | USV Eschen-Mauren II |
| 17.09.2019 | USV Eschen-Mauren III | 1:3 n. V.       | FC Triesenberg       |
| 18.09.2019 | FC Balzers II         | 2:4             | FC Triesen           |

## Viertelfinal
Die vier Partien wurden zwischen dem 23. und 30. Oktober 2019 ausgetragen.
| Datum      |                | Ergebnis |                   |
| ---------- | -------------- | -------- | ----------------- |
| 23.10.2019 | FC Triesenberg | 0:5      | FC Ruggell        |
| 29.10.2019 | FC Schaan II   | 0:7      | FC Balzers        |
| 29.10.2019 | FC Triesen     | 1:3      | FC Vaduz          |
| 30.10.2019 | FC Schaan      | 0:3      | USV Eschen-Mauren |

## Halbfinal
Der erste Halbfinal wurde am 11. März ausgetragen; das zweite Spiel hätte am 7. April 2020 stattfinden sollen.
| Datum      |            | Ergebnis |                   |
| ---------- | ---------- | -------- | ----------------- |
| 11.03.2020 | FC Balzers | 1:6      | FC Vaduz          |
| 07.04.2020 | FC Ruggell | abgesagt | USV Eschen-Mauren |

## Final
Der Final war für Mittwoch, den 6. Mai 2020, in Vaduz geplant. Der FC Vaduz hatte sich als einzige Mannschaft für das Final qualifiziert. Es wurde kein Sieger ermittelt.